# Tổng Thư ký Phủ Tổng thống Trung Hoa Dân Quốc
Bí thư trưởng Phủ Tổng thống (chữ Hán: 中華民國總統府秘書長, phiên âm Hán Việt: Trung Hoa Dân Quốc Tổng thống phủ Bí thư trưởng) là người đứng đầu Phủ Tổng thống Trung Hoa Dân Quốc, do Tổng thống bổ nhiệm, phụ trách quản lý điều hành các công việc sự vụ của Phủ Tổng thống.

## Các đời Bí thư trưởng

### Trước Hiến pháp 1947
Nội sử giám Phủ Tổng thống
- Hồ Hán Dân (1912)
- Lương Sĩ Di (1912-1914)
- Nguyễn Trung Xu (1914-1916)

Bí thư trưởng Phủ Tổng thống
- Trương Quốc Cam (1916)
- Đinh Phật Ngôn (1916-1917)
- Hạ Thọ Khang (1917)
- Trương Nhất Lân (1917-1918)
- Ngô Cấp Tôn (1918-1922)
- Nhiêu Hán Tường (1922-1923)
- Vương Dục Chi (1923-1924)

Bí thư trưởng Phủ Chấp chính
- Lương Hồng Chí (1924-1926)

Bí thư trưởng Phủ Quân chính
- Nhậm Cục Lân (1926-1928)

Văn quan trưởng Chính phủ Quốc dân
- Nữu Vĩnh Kiến (1927)
- Liên Thanh Hải (1927-1928)
- Lữ Tất Trù (1928)
- Cổ Ứng Phân (1928-1931)
- Vương Thụ Hàn (1931-1932)
- Ngụy Hoài (1932-1945)
- Ngô Đỉnh Xương (1945-1948)

### Hiến pháp 1947
Tổng thống Tưởng Giới Thạch
- Ngô Đỉnh Xương (1948)
- Ngô Trung Tín (1948-1949)

Quyền Tổng thống Lý Tông Nhân
- Ông Văn Hạo (1949)

Tổng thống Tưởng Giới Thạch
- Khâu Xương Vị (1949-1950)
- Vương Thế Kiệt (1950-1953)
- Hứa Tĩnh Chi (quyền, 1953-1954)
- Trương Quần (1954-1972)
- Trịnh Ngạn Phân (1972-1978)

Tổng thống Nghiêm Gia Cam
- Trịnh Ngạn Phân (1978)

Tổng thống Tưởng Kinh Quốc
- Tương Ngạn Sĩ (1978)
- Mã Kỷ Tráng (1978-1984)
- Trầm Xương Hoán (1984-1988)

Tổng thống Lý Đăng Huy
- Lý Nguyên Thốc (1988-1990)
- Tương Ngạn Sĩ (1990-1994)
- Ngô Bá Bùng (1994-1996)

### Kể từ Hiến pháp bầu cử trực tiếp
Tổng thống Lý Đăng Huy
- Hoàng Côn Huy (1996-1999)
- Chương Hiếu Nghiêm (1999-1999)
- Đinh Mậu Thời (1999-2000)

Tổng thống Trần Thủy Biển
- Trương Tuấn Hùng (2000)
- Du Tích Khôn (2000-2002)
- Trần Sư Mạnh (2002-2003)
- Khâu Nghĩa Nhân (2003-2004)
- Tô Trinh Xương (2004-2005)
- Du Tích Khôn (lần 2, 2005)
- Mã Vĩnh Thành (quyền, 2005-2006)
- Trần Đường Sơn (2006-2007)
- Khâu Nghĩa Nhân (lần 2, 2007)
- Trác Vinh Thái (quyền, 2007)
- Diệp Cúc Lan (2007-2008)
- Trần Đường Sơn (lần 2, 2008)

Tổng thống Mã Anh Cửu
- Chiêm Xuân Bách (2008-2009)
- Liệu Liễu Dĩ (2009-2011)
- Ngũ Cẩm Lâm (2011-2012)
- Tằng Vĩnh Quyền (2012)
- Dương Tiến Thiêm (2012-2015)
- Tằng Vĩnh Quyền (lần 2, 2015-2016)

Tổng thống Thái Anh Văn
- Lâm Bích Chiếu (2016)
- Lưu Kiến Hãn (quyền, 2016-nay)